# Tetrachelifer vietnamensis
Tetrachelifer vietnamensis är en spindeldjursart som beskrevs av Beier 1967. Tetrachelifer vietnamensis ingår i släktet Tetrachelifer och familjen tvåögonklokrypare. Inga underarter finns listade i Catalogue of Life.